# Michael Blake (Musiker)

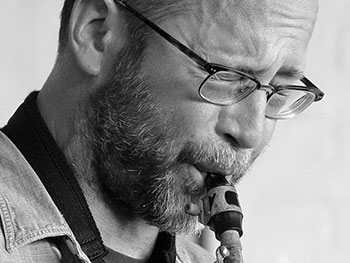
Michael Blake (2014)

Michael Blake (* 19. Mai 1964 in Montreal) ist ein kanadischer Jazzmusiker (Tenor- und Sopransaxophon, Komposition). Er ist vor allem bekannt durch seine ausgefeilten Arrangements und durch seinen voluminösen, eleganten Ton.

## Leben und Wirken
Blake, der in Kalifornien und in Vancouver aufwuchs, lernte zunächst Violine und Klavier, bevor er sich für die Klarinette entschied. In der Highschool wechselte er zum Tenorsaxophon. Auf dem College studierte er zunächst Harmonielehre. 1984 nahm er in Banff am Jazz Workshop teil. Er studierte teilweise in New York, wo er auch bei Chubby Checker und Jack McDuff arbeitete. International trat er zunächst als Mitglied der Lounge Lizards in Erscheinung, mit denen er von 1991 bis 2000 diverse Alben aufnahm und an einem Film beteiligt war. In dieser Band lernte er auch einen Teil der Musiker kennen, die er für seine eigenen Projekte heranzog, darunter Steven Bernstein, David Tronzo, Billy Martin und Tony Scherr. Mit Tronzo, Scherr und Kenny Wollesen bildete er außerdem das Quartett  Slow Poke (At Home, 1998).
Teo Macero produzierte sein Debütalbum Kingdom of Champa (1997), eine Klangreise durch Vietnam. Daneben war er im Rahmen des Jazz Composers Collective aktiv und am Herbie Nichols Project beteiligt. Auf seinen Album Drift (2000) führte er auf dem Niveau einer Big Band die Ästhetik der New Yorker Jazzavantgarde mit den Errungenschaften des modernen Jazzkomposition von Duke Ellington bis Charles Mingus zusammen; die Kritiker von Jazz thing zeichneten es als „beste CD“ des Jahres 2000 aus. Sein Album The World Awakes (2007) mit seiner dänischen Band Tartare war als Tribut für Lucky Thompson angelegt. 2019 leitete Blake ein Trio mit Tony Scherr (Bass) und Allison Miller (Schlagzeug). Unter eigenem Namen legte er 2022 mit einem Quintett das Album Combobulate vor, dem 2023 in Septettbesetzung Dance of the Mystic Bliss folgte.
Mit Tronzo, Scherr und Kenny Wollesen gründete er die Band Slow Poke, die klassische Rocksongs in den Jazzkontext transformierte. Weiterhin ist er als Mitglied der Gruppen von Ben Allison und Frank Kimbrough tätig. Auch trat er mit Medeski, Martin & Wood, Tricky, dem Gil Evans Orchestra und Pinetop Perkins auf. Des Weiteren spielte er (u. a. mit Takuya Kuroda und Sam Minaie) in der Band des Pianisten Chris McCarthy (Still Time to Quit, 2020). Zu hören ist er auch auf Samuel Blasers Album Routes (2012) und auf John Luries Soundtrackalbum Painting with John (2024).

## Lexigraphische Einträge
- Wolf Kampmann (Hrsg.), unter Mitarbeit von Ekkehard Jost: Reclams Jazzlexikon. Reclam, Stuttgart 2003, ISBN 3-15-010528-5.